# Powiat nieszawski

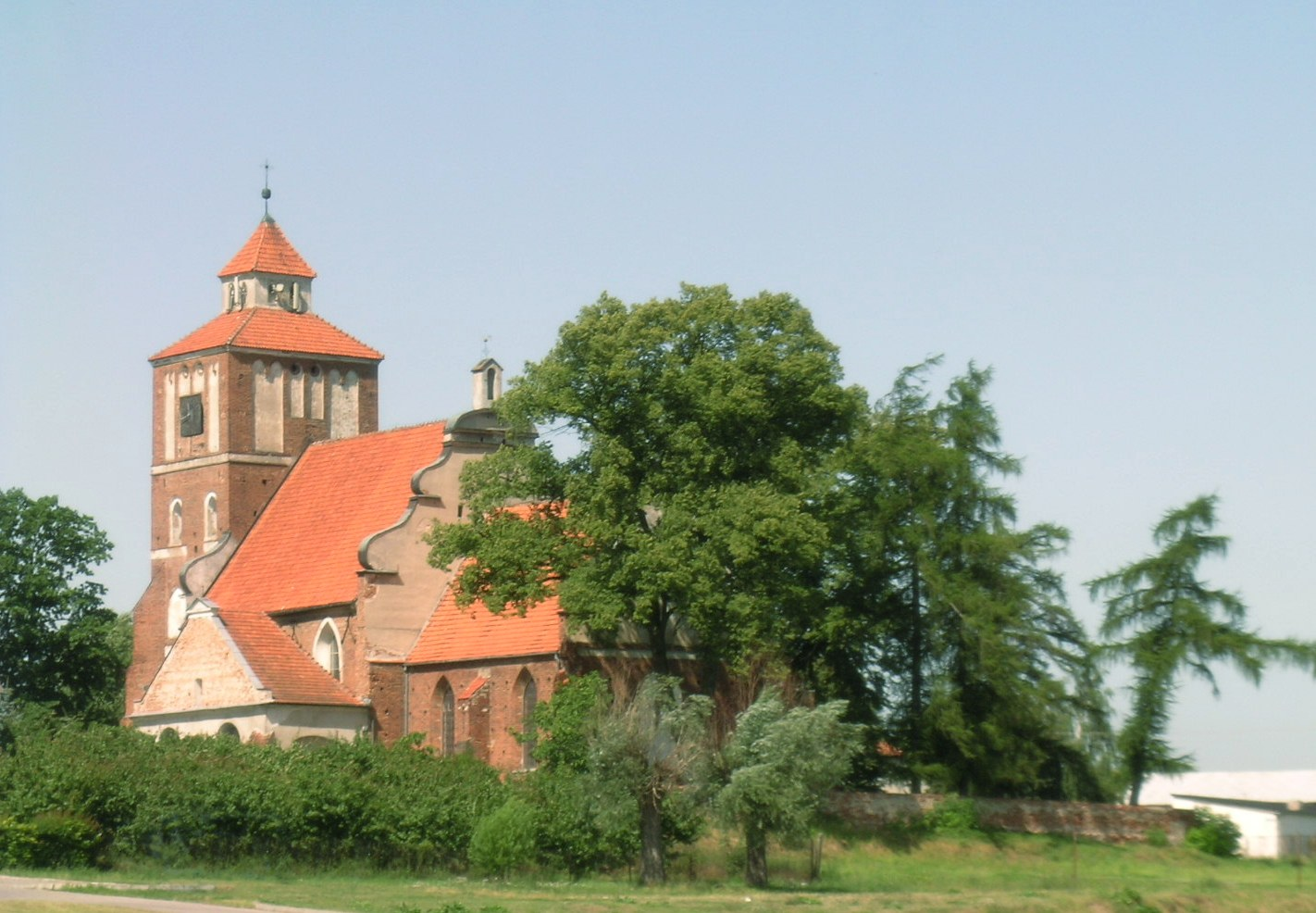
Kościół św. Jadwigi w Nieszawie

Powiat nieszawski – powiat istniejący w latach 1871–1948 na terenie obecnego województwa kujawsko-pomorskiego, poprzednik obecnego powiatu aleksandrowskiego. Początkowo ośrodkiem administracyjnym powiatu była Nieszawa. W 1932 siedziba starostwa została przeniesiona do większego i silniejszego pod względem społeczno-gospodarczym Aleksandrowa Kujawskiego. 
W 1807 powiat wszedł w skład Księstwa Warszawskiego, a od 1916 Królestwa Polskiego, stając się częścią województwa warszawskiego. W związku z reformą administracyjną z 1938, powiat nieszawski przeniesiono do województwa pomorskiego (później przemianowanego na bydgoskie).
12 marca 1948 zmieniono oficjalną nazwę powiatu na powiat aleksandrowski.